# Mozilla Firefox 4
Mozilla Firefox 4 è la quarta versione del browser Mozilla Firefox, che ha rimpiazzato Mozilla Firefox 3.6. È stato pubblicato il 22 marzo 2011.

## Storia
Il primo annuncio ufficiale di Mozilla Firefox 4 da parte del capo del team tecnico Mozilla risale al 2007. Brendan Eich assicurava per Firefox 4 il supporto a JavaScript 2 e una nuova macchina virtuale per migliorare le prestazioni di AJAX.
Con i successivi sviluppi, sono stati annunciati un totale rinnovamento dell'interfaccia grafica, con l'eliminazione delle finestre di dialogo, un nuovo compilatore JavaScript più veloce denominato Jaegermonkey, un maggior supporto dell'HTML5, l'uso del motore di rendering Gecko 2.0 e per gli utenti Windows 7 è supportata la tecnologia multitouch.
La nuova interfaccia grafica prevedeva anche la scomparsa dei menù degli strumenti (successivamente rimossa nelle ultime beta) e l'introduzione di un solo pulsante di raggruppamento delle funzioni, cambiamento predefinito in Windows Vista e 7, ma attivabile manualmente su Windows XP e Linux.
Altra novità implementata in questa versione del browser è l'accelerazione hardware tramite GPU DirectX 10 compatibili, che garantisce prestazioni velocistiche migliorate nella composizione e nel rendering delle pagine web e in alcuni altri ambiti di utilizzo come la codifica di video e lo scrolling delle pagine, alleviando in questo modo il carico della CPU. Questa funzionalità diversamente da quanto accade per Internet Explorer 9 che è disponibile solo per Windows 7 e Vista è parzialmente presente anche su Windows XP, ciò è possibile grazie all'utilizzo delle sole API Direct3D (versione 9) piuttosto che dall'uso combinato di queste ultime (alla versione 10) insieme alle Direct2D, a scapito di una minor resa.
Inoltre è presente una parziale accelerazione hardware anche su Linux e Mac OS.
Mozilla Firefox 4 non è disponibile ufficialmente per i computer Macintosh con architettura PowerPC, ma un browser basato su Firefox 4 e destinato ai Mac PPC può essere scaricato da qui.

## Versioni

### Versioni preliminari
Le versioni di test pubblicate sono:
Dal 20 febbraio al 13 maggio 2008 furono rilasciate alcune build preliminari di Firefox 4 (Mozilla 2).
Successivamente (dal 14 maggio) tali build vennero rinominate col nome di Firefox 3.1 (Mozilla 1.9.1).
Le successive versioni di test pubblicate sono:
- Mozilla Firefox 4.0 Beta 1 (4.0b1) - 6 luglio 2010
- Mozilla Firefox 4.0 Beta 2 (4.0b2) - 27 luglio 2010
- Mozilla Firefox 4.0 Beta 3 (4.0b3) - 11 agosto 2010
- Mozilla Firefox 4.0 Beta 4 (4.0b4) - 24 agosto 2010
- Mozilla Firefox 4.0 Beta 5 (4.0b5) - 7 settembre 2010
- Mozilla Firefox 4.0 Beta 6 (4.0b6) - 14 settembre 2010
- Mozilla Firefox 4.0 Beta 7 (4.0b7) - 10 novembre 2010
- Mozilla Firefox 4.0 Beta 8 (4.0b8) - 22 dicembre 2010
- Mozilla Firefox 4.0 Beta 9 (4.0b9) - 14 gennaio 2011
- Mozilla Firefox 4.0 Beta 10 (4.0b10) - 25 gennaio 2011
- Mozilla Firefox 4.0 Beta 11 (4.0b11) - 8 febbraio 2011
- Mozilla Firefox 4.0 Beta 12 (4.0b12) - 25 febbraio 2011
- Mozilla Firefox 4.0 Release Candidate 1 (4.0) - 9 marzo 2011
- Mozilla Firefox 4.0 Release Candidate 2 (4.0) - 18 marzo 2011

Mozilla inizialmente intendeva pubblicare in totale 7 Beta prima delle versioni RC, e di rilasciare la versione finale tra ottobre e novembre 2010, a costo di rinunciare all'integrazione di alcune funzionalità. Tuttavia l'elevato numero di bug che ha causato diverse settimane di ritardo al rilascio della Beta 7 ha spinto Mozilla a cambiare la propria tabella di marcia: il 27 ottobre ha annunciato che le versioni Beta sarebbero state 10 (successivamente portate a 12) e la versione finale avrebbe visto la luce solo nel 2011, probabilmente ai primi di marzo. Il 17 marzo Mozilla ha annunciato la data della pubblicazione della release definitiva: martedì 22 marzo 2011.

### Versioni finali
Dall'uscita della versione finale, sono state pubblicate le seguenti versioni stabili:
- Mozilla Firefox (4.0) - 22 marzo 2011
- Mozilla Firefox (4.0.1) - 28 aprile 2011

Mozilla ha dichiarato che non pubblicherà altri aggiornamenti.